# Schwarze Rose, Rosemarie
Schwarze Rose, Rosemarie ist ein deutsch-spanischer Liebesfilm aus dem Jahre 1960 mit Paul Hubschmid und Judith Dornys in den Hauptrollen.

## Handlung
Rosemarie aus Tübingen, von Haus aus brave Professorentochter, ist aus dem Mädchenpensionat ausgebüxt und ins nordspanische San Sebastian gereist, um dort in einem Kurs die Landessprache zu lernen. Zu diesem Zeitpunkt werden dort gerade die Internationalen Filmfestspiele veranstaltet. Aus diesem Grunde ist auch der internationale Filmstar Jack Lambert in San Sebastian anwesend. Der wird von allen Seiten – von Reportern wie von Fans – geradezu belagert und ist deshalb zunehmend genervt. Sein Management hat einen genau getimten Masterplan, um seinen Star perfekt zu präsentieren, und dirigiert entsprechend Lamberts anstrengenden Tage in San Sebastián auf die Minute. Er wird von seinen Leuten dazu angehalten, abseits der öffentlichen Termine nicht das Hotel zu verlassen. Lustlos verbringt der Filmstar deshalb seine Freizeit in seinen vier Wänden und blättert in Magazinen herum. Schließlich hat er die Nase voll von seinem goldenen Käfig und schleicht sich heimlich durch einen Hinterausgang ins Freie hinaus, um ein bisschen Freiheit und Selbstbestimmung zu genießen. Er nimmt sich ein Taxi an die Küste und bummelt entlang der Strandpromenade.
Rosemarie hat sich eines Abends heimlich auf die Festivalveranstaltung eingeschlichen, um mit ihrer wagemutigen Freundin Luise ein wenig aufregende Filmluft zu schnuppern. Als sie des Nachts mit ihrem Auto heimwärts fahren will, läuft oder eher torkelt ihnen der leicht beschwipste Lambert geradewegs vor die Kühlerhaube. Labert ist ein wenig benommen, als er am Straßenrand sitzt, während sich Luise und Rosemarie um ihn kümmern. Da kommt ein spanischer Polizist des Wegs und fragt, was geschehen sei. Blitzschnell reagiert Rosemarie und erklärt, dass ihrem Ehemann schlecht geworden sei und er sich ein wenig ausruhen wolle. Die beiden Mädels bringen Lambert zurück in sein Hotelzimmer und Rosemarie hält Wache. Nie mehr wieder, so schwört sie sich, wolle sie heimlich aus ihrem Schlafsaal ausbüxen.
Trotz des denkbar schlechten Starts beginnen sich die beiden sehr ungleichen Menschen, die dennoch einige Gemeinsamkeiten entdecken, rasch zu mögen, wobei keiner der beiden die Identität des anderen kennt. Jack will dieses Geheimnis auch so lang wir irgend möglich bewahren, denn was er im Moment überhaupt nicht braucht, ist noch ein weiterer, ihn anhimmelnder Fan. Und so beginnen Rosemarie und Jack auf ihren Unternehmungen – etwa bei einem Trip zum Monte Igueldo, bei einem Badeausflug in der Bucht oder beim Besuch eines Freizeitparks – bis kurz vor Ende des Films ununterbrochen miteinander zu turteln, währenddessen bei seinem Management nackte Panik ausbricht, da Jack in zunehmendem Maße unauffindbar ist. Der aber genießt seine neuen Freiheiten in vollen Zügen. Kurz vor Schluss, als Jack Lambert in San Sebastian seinen neuen Film vorstellt und zu dessen Premiere er Rosemarie von seinen Leuten natürlich als Ehrengast herholen lässt, erkennt das Tübinger Mädchen, in wen sie sich verliebt hat. Schließlich macht er Rosemarie einen Heiratsantrag. Sie weiß, dass Jack, der am nächsten Tag nach London zu Dreharbeiten aufbrechen muss, zurückkommen wird.

## Produktionsnotizen
Schwarze Rose, Rosemarie entstand vor Ort 1960 in San Sebastian und wurde in Deutschland erstmals am 21. April 1962 gezeigt. In Österreich lief der Streifen am 3. August 1962 an. Die Uraufführung hatte am 19. März 1961 in Madrid stattgefunden.

## Kritik
Paimann’s Filmlisten sprach von „etwas gedehnter Regie“ und fand, dass der Film im Übrigen „harmlos-liebenswürdig aufbereitet“ worden sei.
Das Lexikon des Internationalen Films nannte den Film ein „belangloses Rührstück in formal bescheidenem Rahmen“.